# Тюлар, Жан
Жан Клод Фернан Тюла́р (фр. Jean Claude Fernand Tulard; род. 22 декабря 1933[…], Париж) — французский историк, один из крупнейших специалистов по истории Франции периода Великой французской революции, Консульства и Первой империи. Также известен как историк кинематографа.

## Биография
Родился в Париже в семье Андре Тюлара, высокопоставленного полицейского функционера, в годы Второй мировой войны работавшего на режим Виши и участвовавшего в репрессиях против французских евреев, однако избежавшего преследования после освобождения Франции. Окончил престижный Лицей Людовика Великого, затем продолжил обучение на Факультете искусств Парижа, получил учёные степени по истории и филологии. Стипендиат Фонда Тьера (1961—1964).
С 1964 года научный сотрудник Национального центра научных исследований. C 1965 года директор по обучению Практической школы высших исследований. Президент Общества истории Парижа и Иль-де-Франса (1973—1977). Профессор Сорбонны (1981—2002).
Преподаёт в Институте политических исследований. Президент (1974—1999), почётный президент (с 1999 года) Института Наполеона. Член (с 1994 года, секция «История и география») и президент (в 2005 году) Академии моральных и политических наук. С 1984 года обозреватель популярного еженедельного журнала «Valeurs actuelles». Постоянный участник серии передач «Au fil de l’histoire» на радиостанции «France Inter». С 2001 года член Гастрономической академии.

## Награды
Удостоен ряда государственных наград Французской республики (в том числе является командором ордена Почётного легиона). Обладатель многочисленных престижных премий: Французской академии (Большая премия Гобера, 1971), Академии надписей и изящной словесности (1973), Академии моральных и политических наук (1973), Академии изящных искусств (1992), Prix des Ambassadeurs (2007) и др.

### На русском языке
- Тюлар, Жан. Мюрат, или Пробуждение нации. — М.: Терра, 1993. — 382 с. — 25 000 экз. — ISBN 5-85255-420-0.
- Тюлар, Жан. Наполеон, или Миф о «спасителе». — 2-е издание, исправленное и дополненное. — М.: Молодая гвардия — Русское слово, 1996. — 382[2] с. — (Жизнь замечательных людей. Серия биографий; выпуск 736). — 10 000 экз. — ISBN 5-235-02291-2.

### На французском языке:[9]
- Histoire de la Crète (1962)
- L’Anti-Napoléon, la légende noire de l’Empereur (1964)
- La Préfecture de Police sous la monarchie de juillet (1964)
- Alexandre de Humboldt. L’Amérique espagnole en 1800 (1965) (предисловие)
- Première édition critique des Œuvres littéraires et écrits militaires de Napoléon, 3 volumes (1968)
- Nouvelle histoire de Paris: le Consulat et l’Empire (1970)
- Bibliographie critique des Mémoires sur le Consulat et l’Empire (1971)
- Le Mythe de Napoléon (1971)
- Atlas administratif de l’Empire français (1973)
- Lettres inédites de Cambacérès à Napoléon (édition critique) (1973)
- Paris et son administration (1800—1830) (1976)
- La Vie quotidienne des Français sous Napoléon (1978)
- Napoléon ou Le mythe du sauveur (1978), переиздано (2004, 2008)
- Napoléon et la noblesse d’Empire (1979)
- Napoléon à Sainte-Hélène (1981)
- Dictionnaire du cinéma. Tome I: Les Réalisateurs (1982), переиздано (1996—1997, 2007)
- Le Grand Empire (1982), переиздано (2009)
- Murat (1983)
- Dictionnaire du cinéma. Tome II: Acteurs, producteurs, scénaristes, techniciens (1985), переиздано (1996—1997, 2007)
- Les Révolutions (1985)
- Joseph Fiévée, conseiller secret de Napoléon (1985)
- Histoire et dictionnaire de la Révolution française 1789—1799 (соавтор) (1987)
- Dictionnaire Napoléon (под редакцией Жана Тюлара) (1988)
- Nouvelle histoire de Paris: la Révolution (1989)
- La Contre-Révolution (под редакцией Жана Тюлара) (1990)
- Guide des films (под редакцией Жана Тюлара) (1990), переиздано (2005)
- Almanach de Paris (под редакцией Жана Тюлара) (1990)
- Les Écoles historiques (соавтор) (1990)
- Le Directoire et le Consulat (1991)
- Le Métier d’historien (соавтор) (1991)
- Napoléon II (1992)
- Le Sacre de Napoléon (1993)
- Napoléon: jeudi 12 octobre 1809, le jour où Napoléon faillit être assassiné (1993)
- Itinéraire de Napoléon au jour le jour (соавтор) (1993)
- La Petite Histoire de France (соавтор) (1994)
- Le Marché de l’histoire (соавтор) (1994)
- La France de la Révolution et de l’Empire (1995)
- Dictionnaire du Second Empire (под редакцией Жана Тюлара) (1995)
- Histoire et dictionnaire du Consulat et de l’Empire (соавтор) (1995)
- La Morale de l’histoire (соавтор) (1995)
- Mémoires de Talleyrand (предисловие и примечания) (1996)
- Le Temps des passions: espérances, tragédies et mythes sous la Révolution et l’Empire (соавтор) (1996)
- Napoléon: le pouvoir, la nation, la légende (1997)
- Jeanne d’Arc, Napoléon, le paradoxe du biographe (соавтор) (1997)
- Joseph Fouché (1998)
- Petite histoire de Napoléon (1998)
- Le 18-Brumaire. Comment terminer une révolution (1999)
- Napoléon et Rouget de l’Isle (2000)
- Les Vingt jours: 1er-20 mars 1815. Louis XVIII ou Napoléon? (2001)
- Itinéraire de Napoléon au jour le jour: 1769—1821 (2002)
- Napoléon et la noblesse d’Empire: avec la liste des membres de la noblesse impériale: 1804—1814 (2002)
- La province au temps de Napoléon (2003)
- Napoléon et les mysteres de Saint-Hélene (2003)
- La France de la révolution et de l’Empire (2004)
- Le Sacre de l’empereur Napoléon, histoire et légende (2004)
- Dictionnaire biographiques des membres du Conseil d'État (2004)
- Les Thermidoriens (2005)
- Figures d’Empire (2005)
- Napoléon (2005)
- Histoire de Napoléon par la peinture (под редакцией Жана Тюлара) (2005)
- Dictionnaire du roman policier (2005)
- Napoléon — Les grands moments d’un destin (2006)
- Alexandre Dumas: 1802—1870 (2008)
- «Les Pieds nickelés» de Louis Forton, 1908—1934 (2008)
- Dictionnaire amoureux du Cinéma (2009)
- Le grand Empire: 1804—1815 (2009)
- Talleyrand ou La douceur de vivre (2011)
- Détective de l’histoire (2012)
- Dictionnaire Amoureux de Napoléon (2012)
- La Berline de Napoléon (2012)
- Le Pouvoir du Mal, les méchants dans l’Histoire (2012)
- Napoléon chef de guerre (2012)
- Quand Laurel rencontra Hardy (2013)
- La Police parisienne — Entre deux révolutions (1830—1848) (2014)
- Napoléon et quarante millions de sujets — La centralisation et le Premier Empire (совместно с Мари-Роз Тюлар) (2014)
- Le Monde selon Napoléon (2015)
- Rossini sous Napoléon (2016)
- Les historiens de Napoléon (2016)
- Le Monde du crime sous Napoléon (2017)
- Le Nouveau Guide des films (tome V) (2018)
- Tyrans, assassins et conspirateurs (2019)
- De Napoléon et quelques autres sujets (2019)
- Le Musée du crime — Chroniques du 36 quai des Orfèvres (совместно с Элен Тюлар) (2019)

## Кинематограф
Был приглашён в качестве консультанта при создании телефильма «Вальми» (1967, режиссёр Ж. Ширас и А. Ганс) и международного кинопроекта «Французская революция» (1989, режиссёры Р. Энрико и Р. Хеффрон). С 2009 года является членом попечительского совета Регионального института кинематографии и аудиовизуальной продукции (Корсика). Входил в совет директоров Французской синематеки.

## Цитата
Историк служит истине, а не морали.
Оригинальный текст (фр.)L'historien est au service de la vérité et non de la morale.